# Near Islands
Die Near Islands („nahe Inseln“) sind die westlichste Inselgruppe der Alëuten. Die zu Alaska (USA) gehörenden Near Islands sind die dem russischen Festland nächstgelegene Inselgruppe der Alëuten und erhielten daher von den russischen Entdeckern diesen Namen (russisch „Ближние острова“).
Die größten der Near Islands sind Attu und Agattu Island. Neben ein paar Felsinseln im Kanal zwischen Attu und Agattu, sind die anderen bedeutenden Inseln dieser Gruppe die Semichi Islands im Nordosten, von denen Alaid, Nizki und Shemya erwähnenswert sind. Etwa 30 km ostsüdöstlich von Shemya Island sind einige Felsinseln, die Ingenstrem Rocks. Die totale Landfläche der Near Islands ist 1143,785 km² und insgesamt 47 Personen bevölkern nach der Volkszählung von 2000 die Inseln. Bewohnt ist dabei nur noch die Insel Shemya. Die zuvor ebenfalls bewohnte Insel Attu ist seit 2010 verlassen.

## Historische Erdbeben
Am 1. Februar 1975 um 22:43:39.1 Ortszeit ereignete sich hier ein Erdbeben der Stärke 7,6 auf der Richter-Skala. Beim Beben wurden auf Shemya Island mehrere Personen verletzt und es entstand großer Sachschaden. Auf Shemya wurden vertikale Verschiebungen von bis zu 16,5 m festgestellt. Erdrutsche erfolgten, Wassertanks zerbarsten und unterirdische Wasserleitungen zerbrachen. Das Beben wurde auch auf Attu verspürt.